# Lukas Fridrikas
Lukas Fridrikas (* 30. Dezember 1997) ist ein österreichischer Fußballspieler litauischer Abstammung.

## Karriere
Fridrikas begann seine Karriere beim FC Admira Wacker Mödling. 2012 wechselte er in die Akademie des FC Red Bull Salzburg. Im Sommer 2015 wechselte Fridrikas zum Regionalligisten USK Anif. Für Anif debütierte er im August 2015 in der Regionalliga.
Zur Saison 2016/17 schloss er sich dem Ligakonkurrenten SV Seekirchen 1945 an. Bis zur Winterpause jener Saison konnte er in 17 Spielen in der Regionalliga West 15 Treffer erzielen.
Im Jänner 2017 wechselte Fridrikas zum Zweitligisten SC Wiener Neustadt, bei dem er einen bis Juni 2018 gültigen Vertrag erhielt. Sein Debüt in der zweiten Liga gab er im Februar 2017, als er am 21. Spieltag der Saison 2016/17 gegen den FC Blau-Weiß Linz in der 84. Minute für Stefan Rakowitz eingewechselt wurde.
Im Juli 2017 wechselte er, um Spielpraxis zu sammeln, auf Kooperationsbasis zum Regionalligisten SC-ESV Parndorf 1919. Im Jänner 2018 wechselte er zum FC Dornbirn 1913. Mit Dornbirn stieg er 2019 in die 2. Liga auf. Für Dornbirn absolvierte er in drei Jahren 72 Spiele in der zweit- und dritthöchsten Spielklasse und erzielte dabei 33 Tore.
Im Jänner 2021 wechselte er zum Ligakonkurrenten FC Wacker Innsbruck, bei dem er einen bis Juni 2024 laufenden Vertrag erhielt. In einem Jahr in Innsbruck kam er zu 26 Zweitligaeinsätzen, in denen er sieben Tore machte. Im Jänner 2022 schloss Fridrikas sich dem Bundesligisten SK Austria Klagenfurt an, bei dem er ebenfalls einen bis Juni 2024 laufenden Vertrag erhielt. In Klagenfurt konnte er sich allerdings nicht durchsetzen und kam bis zum Ende der Saison 2021/22 nur zu sechs Kurzeinsätzen in der Bundesliga.
Nachdem er den Beginn der Saison 2022/23 noch bei den Kärntnern verbracht hatte, wechselte Fridrikas im Juli 2022 zum Ligakonkurrenten SC Austria Lustenau, bei dem er ebenfalls einen bis Juni 2024 laufenden Vertrag erhielt. In Lustenau kam er insgesamt zu 48 Einsätzen in der Bundesliga, in denen er 19 Tore erzielte. Am Ende der Saison 2023/24 stieg er mit dem Team aber aus dem Oberhaus ab.
Im Anschluss daran wechselte er zur Saison 2024/25 zum Bundesligisten SCR Altach, bei dem er einen bis 2027 laufenden Vertrag erhielt. Für Altach absolvierte er 30 Bundesligapartien, in denen er dreimal traf. Im August 2025 wechselte er weiter innerhalb der Liga zum TSV Hartberg, bei dem er einen bis 2027 laufenden Vertra unterschrieb.

## Persönliches
Fridrikas ist der Sohn des litauischen Fußballnationalspielers Robertas Fridrikas und der österreichischen Handballnationalspielerin Ausra Fridrikas. Sein Halbbruder väterlicherseits Mantas Fridrikas (* 1988) war litauischer Nationalspieler.